# Eleccions legislatives estonianes de 1999
Les eleccions legislatives estonianes de 1999 se celebraren el 7 de març de 1999 per a renovar els 101 membres del Riigikogu. El partit més votat fou el Partit del Centre Estonià però es formà un govern de coalició encapçalat pel Partit Reformista Estonià, Moderats i Unió Pro Pàtria i Mart Laar (Unió Pro Pàtria) fou nomenat primer ministre d'Estònia. Pel gener de 2002 el govern va caure i fou nomenat primer ministre Siim Kallas fins que es convocaren noves eleccions.

## Resultats
|                                          |                                                                    |         |         |          |     |
| Partits                                  | Partits                                                            | Vots    | %       | Escons   | +/- |
|                                          | Partit de Centre Estonià (Eesti Keskerakond)                       | 113.378 | 23,41%  | 28 / 101 | 12  |
|                                          | Unió Pro Pàtria (Erakond Isamaaliit)                               | 77.917  | 16,9%   | 18 / 101 | 10  |
|                                          | Partit Reformista Estonià (Eesti Reformierakond)                   | 77.088  | 15,92%  | 18 / 101 | 1   |
|                                          | Moderats (Mõõdukad)                                                | 73.630  | 15,21%  | 17 / 101 | 11  |
|                                          | Partit de la Coalició Estoniana (Eesti Koonderakond)               | 36.692  | 7,58%   | 7 / 101  | =   |
|                                          | Unió Popular d'Estònia (Eesti Maarahva Erakond)                    | 35.204  | 7,27%   | 7 / 101  | =   |
|                                          | Partit d'Unitat Popular Estoniana (Eestimaa Ühendatud Rahvapartei) | 29.682  | 6,13%   | 6 / 101  | =   |
|                                          | Partit Popular Cristià Estonià (Eesti Kristlik Rahvapartei)        | 11.745  | 2,43%   | 0 / 101  | Nou |
|                                          | Partit Rus d'Estònia (Vene Erakond Eestis)                         | 9.925   | 2,03%   | 0 / 101  | =   |
|                                          | Partit Blau Estonià (Eesti Sinine Erakond)                         | 7.745   | 1,60%   | 0 / 101  | =   |
|                                          | Unió de Grangers (Põllumeeste Kogu)                                | 2.421   | 0,50%   | 0 / 101  | =   |
|                                          | Partit Progressista (Arengupartei)                                 | 1.854   | 0,38%   | 0 / 101  | Nou |
|                                          | Independents                                                       | 7.058   | 1,46%   | 0 / 101  | =   |
| Vots vàlids                              | Vots vàlids                                                        | 484.239 | 100,00% | 101      |     |
| Vots nuls                                | Vots nuls                                                          | 8.117   | 1,65%   |          |     |
| Total (participació 57,43%)              | Total (participació 57,43%)                                        | 492.396 |         |          |     |
| Font: Comitè Nacional Electoral Estonià. |                                                                    |         |         |          |     |